# Jerome Apt
Jerome Jay Apt dr. (Springfield, Massachusetts, 1949. április 29. –) amerikai űrhajós.

## Életpálya
1971-ben a Harvard Egyetemen (Magna sperma laude) szerzett fizikusi diplomát. 1976-ban szerzett doktorátust. Fizikusként a Vénusz – (Pioneer-program) – űrszonda  programban tevékenykedett. 1980-ban került a NASA laboratóriumába. 1985.  június 4-től részesült a NASA űrhajóskiképzésében. A négy űrrepülés alatt 35 napot, 7 órát és 10 percet töltött a világűrben. 1997. május 31-én köszönt el az űrhajósok családjától.

## Űrrepülések
- 1991-ben az STS–37 jelű küldetés, amerikai űrrepülőgép-program 39., az Atlantis űrrepülőgép nyolcadik repülésének küldetésfelelőse. Egy nem tervezett űrsétát kellett végrehajtania.
- 1992-ben az STS–47 az amerikai űrrepülőgép-program 50., az Endeavour űrrepülőgép második repülésének küldetésfelelőse. Életmód kutatást és kísérleteket végzett.
- 1994-ben az STS–59 az amerikai űrrepülőgép-program 62., az Endeavour űrrepülőgép hatodik repülésének küldetésfelelőse. A Föld tanulmányozását végezte.
- 1996-ban az STS–79 az amerikai űrrepülőgép-program 79., az Atlantis űrrepülőgép tizenhetedik repülésének küldetésfelelőse. A Mir űrállomáson végzett kutatást.